# Антонинов зид
Антонинов зид је систем утврђења који је изградио римски цар Антонин Пије. Протезао се од Ирског мора на западу до Северног мора на истоку. Његова градња је започета 142. године а завршена је 144. године. Зид је био дугачак 63 km и 3 метра висок, са ширином од 5 метара. Зид је био заштићен са 16 утврђења и осматрачницама између њих. Постајао је и војни пут који је повезивао места дуж зида. Требало је да замени више од 2,5 пута дужи Хадријанов зид, који се налазио јужније. Ове планове није било могуће остварити и после 20 година Антонинов зид је био напуштен и Римљани су се повукли ка Хадријановом зиду. Цар Септимије Север је 208. освојио територије између два зида, али тај поновни покушај ширења Рима на територију данашње Шкотске није успео што је довело до коначног напуштања Антониновог зида.